# Naturschutzgebiet Gimmental

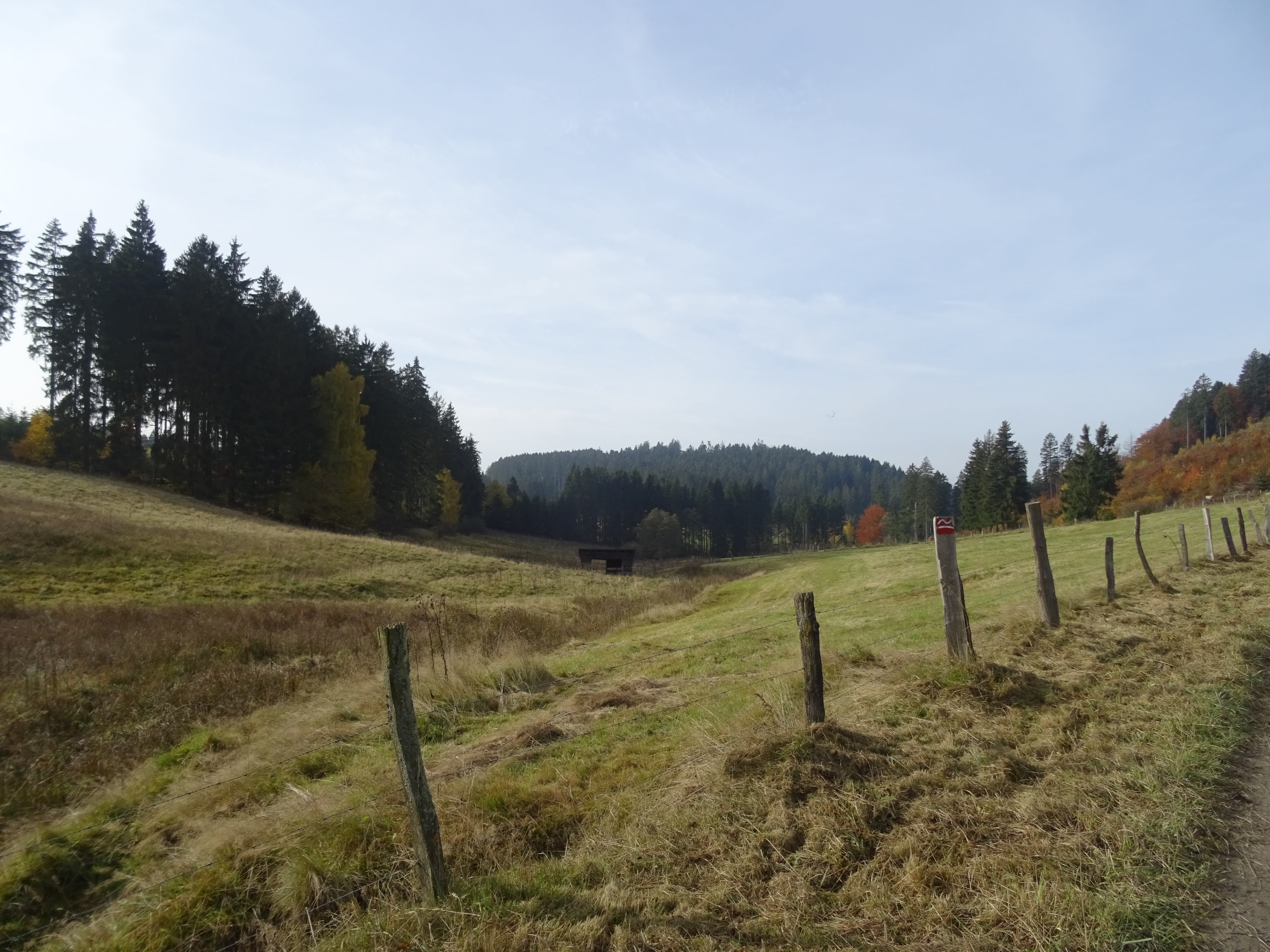
Blick im mittleren NSG-Bereich

Das Naturschutzgebiet Gimmental mit einer Größe von 21,7 ha liegt westlich von Gudenhagen-Petersborn im Stadtgebiet von Brilon. Das Gebiet wurde 2001 mit dem Landschaftsplan Hoppecketal durch den Hochsauerlandkreis als Naturschutzgebiet (NSG) ausgewiesen. Es geht im Osten bis an den Dorfrand. Westlich grenzt durch einen Weg getrennt das Naturschutzgebiet Untere Hilbringse an. Im Süden und Osten grenzt das Landschaftsschutzgebiet Hoppecke-Diemel-Bergland und im Norden das Landschaftsschutzgebiet Briloner Kalkplateau und Randhöhen an. Im NSG verläuft der Rothaarsteig und die Waldroute. Im NSG bzw. am Rothaarsteig liegt die Hiebammen Hütte.

## Gebietsbeschreibung
Beim NSG handelt es sich um den Mittellauf des Baches Hillbringse mit sechs südlich zufließen namenlosen Quellbächen und dem Bach Deitmecke. Wobei die Quellbereiche teilweise außerhalb des NSG liegen. Die NSG-Fläche wird durch Grünland eingenommen. Das Grünland besteht teilweise aus Borstgrasrasen, Magergrünland, Nass- und Feuchtwiesen. Im NSG kommen seltene Pflanzenarten vor. Das Grünland wird Großteils mit Rindern beweidet. Das NSG ist im Süden und Norden von Wald, meist Fichtenwald, umgeben.
Am Ostrand des NSG fließt ein namenloser Bach zum Hilbringsen-Bach in den von Süden. Der Hilbringsen-Bach läuft im östlichen NSG-Bereich als wegbegleitender Graben. In den südlich angrenzenden beiden Viehweiden an einem nordexponierten Hang fließen hier drei Quellbäche zur Hilbringse. Die Bereiche um diese Quellbäche ist großflächig vernässt. Im östlichsten dieser Quellbereiche hat sich kleinflächig ein anmooriger Binsensumpf mit teils äußert seltenen basenliebenden Arten wie Torfmoosen, Seggen und Wollgras erhalten. Weiter westlich fließt ein Bach naturnah durch einen Erlen-Mischbestand. Zwischen diesem Bach und einen weiteren Quellbach befindet sich Magergrünland erhalten. Mitten im Magergrünland steht ein großes Ferienhaus. Dann folgt der Unterlauf einen Quellbaches, wobei der Quellbereiche des letzteren im Fichtenwald südlich des NSG liegt. Weiter bachabwärts schließen drei weitere Quellbäche an. Im Mündungsbereich des ersten Baches findet einen ausgedehnten Fieberkleesumpf. Auch hier anmoorige Bereiche mit Torfmoos und Seggen. An wechselfeuchten Stellen seitlich des Baches findet man drei unterschiedliche Stellen mit Borstgrasrasen. Ein angrenzender quelliger Bereich ist als seggenreicher Binsensumpf ausgeprägt. Auch am oberen Waldrand zwischen den beiden darauf folgenden Quellbächen hat sich ein mehr heidegeprägter Borstgrasrasen erhalten. Das bachbegleitende Nassgrünland ist auch hier teilweise seggenreich ausgeprägt. Die Quellbereiche liegen auch bei diesen beiden Bächlein jenseits des Weges im Fichtenwald. Der Hilbringsen-Bach verläuft unterhalb durch einen Fichtenwald. Auf Höher zweier Hütten mündet aus einem Nord-Süd-verlaufenden Tal der Quellbach Deitmecke in die Hilbringse. Die Deitmecke grenzt an einige Feuchtweiden an. Am westlichen Hang im Bereich der Einmündung der Deitmecke liegt ein größerer Borstgrasrasen. Bachabwärts verläuft die Hilbringse naturnah durch eine Feuchtweide, am Hang zum Weg ein weiterer Borstgrasrasenbereich.
Das Fachinformationssystem vom Landesamt für Natur, Umwelt und Verbraucherschutz Nordrhein-Westfalen dokumentiert über das NSG: Das Gimmental ist ein landschaftlich herausragendes Beispiel für kulturhistorisch gewachsene extensive Bewirtschaftung von quellenreichen Grünlandhängen.

## Pflanzenarten im NSG
Im NSG kommen noch seltene Arten wie die Floh-Segge vor. 1967 wurden im Bereich des heutigen NSG noch Filz-Segge, Stängellose Kratzdistel, Aufrechte Trespe, Breitblättriges Wollgras und Echter Wiesenhafer nachgewiesen. Das Landesamt für Natur, Umwelt und Verbraucherschutz Nordrhein-Westfalen konnte Pflanzenarten wie Ährige Teufelskralle, Bachbunge, Bauchiges Birnmoos, Bäumchen-Leitermoos, Besenheide, Bitteres Schaumkraut, Bleiches Lippenbechermoos, Blutwurz, Borstgras, Brennender Hahnenfuß, Echtes Johanniskraut, Echtes Labkraut, Echtes Mädesüß, Fieberklee, Flutender Schwaden, Gamander-Ehrenpreis, Gänseblümchen, Geflecktes Knabenkraut, Gegenblättriges Milzkraut, Gewöhnliches Ferkelkraut, Großer Wiesenknopf, Haarfarnähnliches Spaltzahnmoos, Hain-Gilbweiderich, Hain-Sternmiere, Harzer Labkraut, Herzblättriges Schönmoos, Kleine Bibernelle, Kleiner Baldrian, Kleiner Dornfarn, Kleines Habichtskraut, Kletten-Labkraut, Kohldistel, Kriechender Günsel, Kuckucks-Lichtnelke, Moor-Labkraut, Quell-Sternmiere, Quendelblättrige Kreuzblume, Rundblättriger Sonnentau, Schlangen-Knöterich, Spitzblättriges Spießmoos, Spitzlappiger Frauenmantel, Spitz-Wegerich, Stern-Goldschlafmoos, Sumpfdotterblume, Sumpf-Kriechsternmoos, Sumpf-Labkraut, Sumpf-Veilchen, Sumpf-Vergissmeinnicht, Teufelsabbiss, Verschiedenblättriges Kammkelchmoos, Vielspaltiges Riccardimoos, Wald-Engelwurz, Weißes Labkraut, Wiesen-Bärenklau, Wiesen-Flockenblume, Wiesen-Schaumkraut, Zartes Thujamoos, Zaun-Wicke und Zweiblättrige Waldhyazinthe nachgewiesen.

## Schutzzweck
Das NSG soll das Grünland mit ihrem Arteninventar schützen. Wie bei allen Naturschutzgebieten in Deutschland wurde in der Schutzausweisung darauf hingewiesen, dass das Gebiet „wegen der Seltenheit, besonderen Eigenart und Schönheit des Gebietes“ zum Naturschutzgebiet wurde.
Der Landschaftsplan führt zum speziellen Schutzzweck auf: „Erhaltung und Optimierung von Feucht- und Nasswiesen mit einem erheblichen Bestand an Rote-Liste-Pflanzenarten, Sicherung und in Teilen Wiederherstellung der landschaftsprägenden Gliederungsfunktion dieses Talbereichs in einer ansonsten geschlossenen Waldlandschaft, Aufwertung der Quellbäche, die der Hilbringse von Süden zufließen sowie Eindämmung der ortsfesten Freizeitaktivitäten, die die (potentielle) Bedeutung des Gebietes für die frei lebende Tierwelt beeinträchtigen.“

## Gebote
Das NSG ist durch einigen Fichtenanpflanzungen, Trittschäden sowie Eutrophierungen im Grünland und Hütten beeinträchtigt. Die Hütten haben laut Landschaftsplan weitgehend Bestandsschutz. Der Landschaftsplan enthält deshalb drei Gebote. Die vorhandenen Fichtenparzellen im NSG sind zu beseitigen; die von Süden zufließenden Quellbäche sind durch eine Umbestockung der vorhandenen Fichten in standortgerechte Laubholzarten aufzuwerten; die vorhandenen Hütten sind im Rahmen des ordnungsrechtlich und vertraglich Möglichen zurückzudrängen.